# Wardomy
Wardomy (deutsch Wordommen) ist ein Ort in der polnischen Woiwodschaft Ermland-Masuren. Er gehört zur Gmina Bartoszyce (Landgemeinde Bartenstein) im Powiat Bartoszycki (Kreis Bartenstein (Ostpr.)).

## Geographische Lage
Wardomy liegt am Ostufer der Pisa (deutsch Pissa, hier im Unterlauf auch Dost genannt) in der nördlichen Mitte der Woiwodschaft Ermland-Masuren, 28 Kilometer südlich der früheren und heute auf russischem Staatsgebiet gelegenen Kreisstadt Friedland (russisch Prawdinsk) bzw. sieben Kilometer östlich der heutigen Kreismetropole Bartoszyce (deutsch Bartenstein).

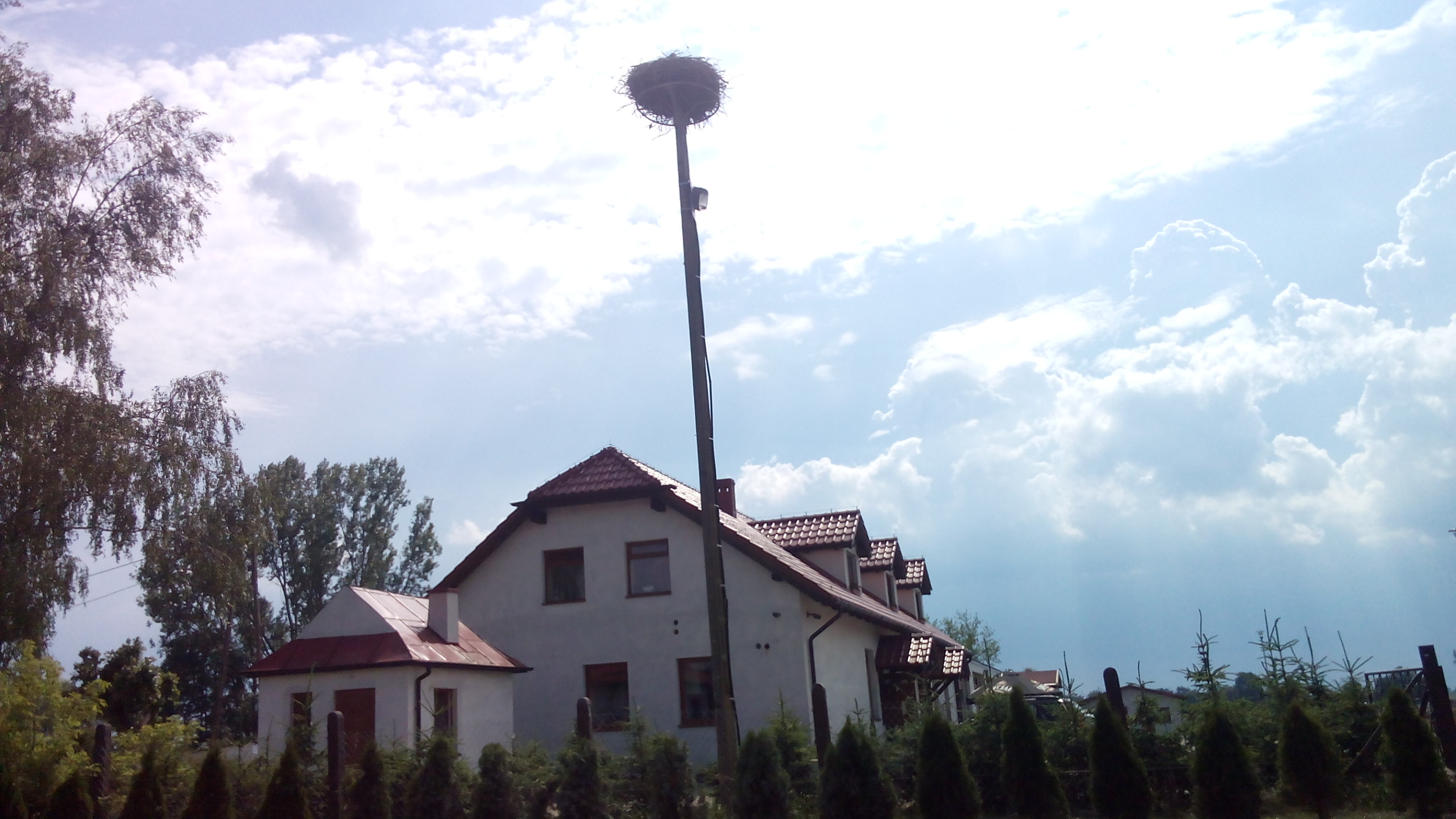
Häuserzeile mit Storchennest in Wardomy

## Geschichte
Der kleine einstige Ort Wordompne – nach 1414 Wordumen, nach 1570 Wordommen genannt – bestand aus ein paar kleineren Höfen sowie einer Windmühle und einem Wirtshaus. Als Landgemeinde kam das Dorf 1874 zum neu gebildeten Amtsbezirk Kinkeim (polnisch Kinkajmy) im ostpreußischen Kreis Friedland, der 1927 in „Kreis Bartenstein“ umbenannt wurde. Im Jahre 1910 zählte Wordommern 51 Einwohner.
In der Zeit um 1928 vergrößerte sich die Landgemeinde Wordommen um den Gutsbezirk Glittehnen (polnisch Glitajny), der bisher zum Amtsbezirk Rothgörken (polnisch Czerwona Górka) gehörte nun nach Wordommen eingegliedert wurde. Zeitgleich aber wurde Wordommen in den Amtsbezirk Maxkeim (polnisch Maszewy) umgegliedert. Die Einwohnerzahl Wordommens belief sich 1933 auf 135 und 1939 auf 148.
1945 kam in Kriegsfolge das gesamte südliche Ostpreußen zu Polen. In diesem Zusammenhang erhielt Wordommen die polnische Namensform „Wardomy“ und ist heute eine Ortschaft innerhalb der Landgemeinde Bartoszyce (Bartenstein) im Powiat Bartoszycki (Kreis Bartenstein (Ostpr.)), von 1975 bis 1998 der Woiwodschaft Olsztyn, seither der Woiwodschaft Ermland-Masuren zugehörig. Die Zahl der Einwohner von Wardomy belief sich 2021 auf 82.

## Religion

### Christentum
Bis 1945 war Wodommen in die evangelische Stadtkirche Bartenstein in der Kirchenprovinz Ostpreußen der Kirche der Altpreußischen Union, außerdem in die römisch-katholische Kirche St. Bruno der Kreisstadt im damaligen Bistum Ermland eingepfarrt.
Heute gehört Wardomy kirchlich auch zu Bartoszyce, jetzt katholischerseits im Erzbistum Ermland gelegen und evangelischerseits eine Filialgemeinde der Johanneskirche in Kętrzyn (Rastenburg) innerhalb der Diözese Masuren der Evangelisch-Augsburgischen Kirche in Polen.

## Verkehr
Wardomy liegt an der verkehrsreichen polnischen Woiwodschaftsstraße 592 – die einstige deutsche Reichsstraße 135 –, die die drei Kreisstädte Bartoszyce (Bartenstein), Kętrzyn (Rastenburg) und Giżycko (Lötzen) miteinander verbindet. Ein Bahnanschluss besteht nicht.